# 莫尔道嘎镇
莫尔道嘎镇，是中华人民共和国内蒙古自治区呼伦贝尔市额尔古纳市下辖的一个乡镇级行政单位。

## 行政区划
莫尔道嘎镇下辖以下地区：
兴安社区、兴林社区、龙岩社区、枫林社区、圃园社区、永红屯村、新青屯村、红旗屯村、丰林屯村、太平川屯村、长青屯村、太平屯村、西牛尔河村、胜利屯村、黄火地、加疙瘩村和安格林屯村。